# Maquereau des Indes
Rastrelliger kanagurta
Espèce
Le Maquereau des Indes (Rastrelliger kanagurta) est une espèce de poissons marins de la famille des Scombridae qui se rencontre dans les eaux côtières de l'ouest de la région Indo-Pacifique.